# Fieseler Fi 167
Die Fieseler Fi 167 war ein einmotoriges deutsches Doppeldecker-Kampfflugzeug. Die Konstruktion des Fieseler Flugzeugbau Kassel (ab April 1939: Gerhard-Fieseler-Werke) war in erster Linie für den Einsatz als Torpedobomber und Aufklärer bestimmt.
Das Flugzeug wurde für die Ausschreibung um das Träger-Mehrzweck-Flugzeug für die geplanten Flugzeugträger Graf Zeppelin und Träger B (Name nie festgelegt) entwickelt.

## Geschichte
Die Entwicklungsarbeiten begannen am 15. November 1936 unter der Leitung von Fieselers Chefkonstrukteur Reinhold Mewes und dessen Stellvertreter Viktor Maugsch. Die Fi 167 wurde in Ganzmetallbauweise hergestellt. Sie hatte ein verkleidetes, abwerfbares Fahrwerk und Schwimmzellen im Unterflügel. Die Ober- und Unterflügel des Doppeldeckers waren nach hinten an den Rumpf abklappbar. Die Grundauslegung sah ein Flugzeug vor, das alle Hochauftriebshilfen der Fi 156 berücksichtigte. Endresultat war ein Flugzeug, das bei Trägerlandungen praktisch senkrecht auf dem Landedeck des in Fahrt befindlichen Trägers hätte aufsetzen können. Drei Prototypen wurden gebaut, die D–OCML (V1), D–OFWP (V2) und D–OJBZ (V3). Dazu kamen bis 1942 weitere elf bis zwölf A-0-Vorserienmaschinen, die bis 1943 genutzt wurden. Eine Serienfertigung kam wegen des Baustopps an der Graf Zeppelin 1940 nicht zustande. Beim Wiederbeginn des Flugzeugträgerbaues 1942 wurde die mittlerweile deutlich veraltete Fi 167 (vgl. Nakajima B5N oder Grumman TBF) nicht mehr als Trägerflugzeug vorgesehen.
Die verbliebenen Maschinen wurden bis 1943 in den Niederlanden bei der Erprobungsstaffel 167 als Küstenflieger eingesetzt. Dabei wurden verschiedene Erprobungen durchgeführt, wie zum Beispiel Untersuchungen zu Tarnanstrichen für Seeflugzeuge. Im September 1944 wurden die Maschinen an Kroatien abgegeben und dort bei der 1. Staffel in Zagreb als Versorgungsflugzeuge und Aufklärer genutzt. Nach dem Krieg wurden einige von den neugegründeten jugoslawischen Luftstreitkräften übernommen.

## Technische Daten
| Kenngröße             | Daten |
| --------------------- | --- |
| Besatzung             | 2 (Flugzeugführer/Beobachter)                                                                                       |
| Spannweite            | 13,50 m 5,75 m geklappt                                                                                             |
| Länge                 | 11,43 m |
| Höhe                  | 4,53 in Spornlage 5,46 in Horizontallage                                                                            |
| Flügelfläche          | 45,50 m² |
| Flächenbelastung      | 75–105 kg/m² |
| Leistungsbelastung    | 3,1–4,4 kg/PS |
| Leermasse             | 3030 kg |
| Zuladung              | 1770 kg |
| Startmasse            | normal 4050 kg maximal 4800 kg                                                                                      |
| Triebwerk             | ein Zwölfzylindermotor DB 601 B-1                                                                                   |
| Leistung              | 809 kW (1.100 PS)                                                                                                   |
| Höchstgeschwindigkeit | 320 km/h in Bodennähe                                                                                               |
| Reisegeschwindigkeit  | 270 km/h in 3500 m Höhe                                                                                             |
| Landegeschwindigkeit  | 95 km/h |
| Steigzeit             | 1,3 min auf 1000 m                                                                                                  |
| Gipfelhöhe            | 7500 m |
| Reichweite            | max. 1300 km 650 km bei maximaler Startmasse                                                                        |
| Bewaffnung            | zwei 7,92-mm-MG 17, vier 50-kg- und eine 250-kg- oder eine 500-kg-Bomben maximal ein SC-1000- oder ein Lt5b-Torpedo |